# Ajax (fils de Télamon)
Pour les articles homonymes, voir Ajax.
Dans la mythologie grecque, Ajax (en grec ancien Αἴας Τελαμώνιος / Aías Telamốnios), fils de Télamon (roi de Salamine) et de Péribée, dit Ajax le Grand, est un héros de la guerre de Troie. Il ne doit pas être confondu avec son homonyme Ajax, fils d'Oïlée.

## Étymologie
Le nom d'Ajax, gen. Αἴαντος Aíantos, est un dérivé possessif en *-nt d'un nom de la terre Αἴα. Il équivaudrait pour le sens à celui de Poséidon, *potey-dh (gh) om « maître de la Terre ». Le héros a des points communs avec Poséidon.

## Mythe

### Devant Troie

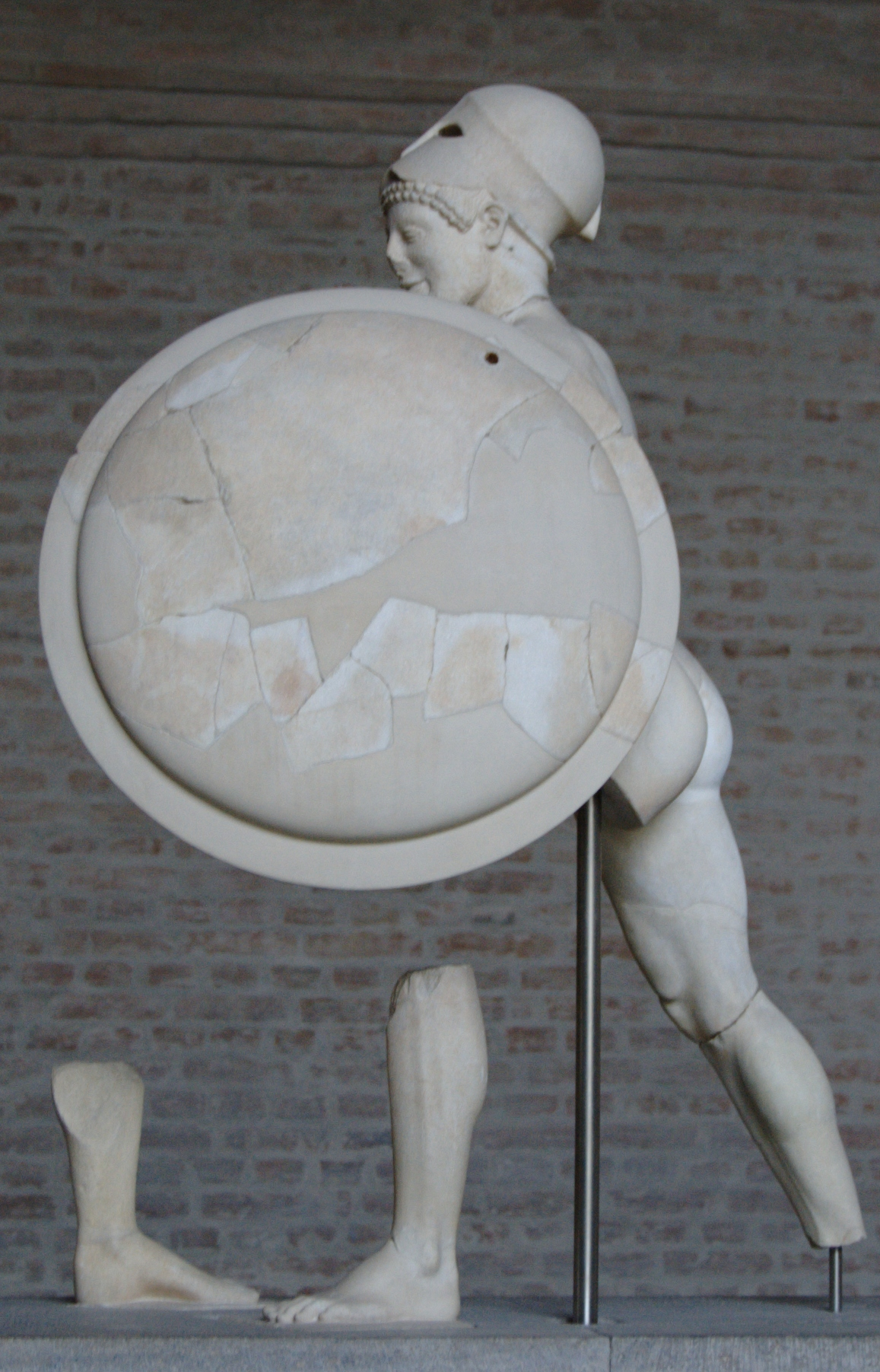
Ajax le grand affrontant un Troyen, fronton ouest du temple d'Aphaïa à Égine, v. -500, Glyptothèque de Munich (Inv. 80).

Surnommé « Ajax le grand » à cause de sa haute stature et afin de le distinguer de son homonyme, dit « Ajax le petit », Priam, l'apercevant du haut des remparts de Troie, le décrit comme un « guerrier achéen, noble et grand, qui dépasse les Argiens de la tête et de ses nobles épaules »,. Il est seulement dépassé par Achille en force et en bravoure. Surnommé « le rempart des Achéens ». Il n'est blessé dans aucune bataille décrite dans l’Iliade. Selon la tradition post-homérique, il est invulnérable. Quintus de Smyrne note dans la Suite d'Homère :
« La lance […] n'entame pas la peau délicate, quoiqu'elle le frappe en plein élan. Le destin ne veut pas qu'un trait ennemi, lourd de sanglot, puisse se tremper de son sang sur le champ de bataille. »
Son père est l'un des Argonautes. Il apporte avec lui douze vaisseaux à Troie. C'est le plus vaillant et le plus fort des héros grecs (Achille mis à part). Pendant les combats décrits dans l'Iliade, il tue dix Troyens, arrivant ainsi au quatrième rang des Grecs, derrière Achille, Diomède et Agamemnon.
L'un des plus importants duels de l'épopée l'oppose, au chant VII, à Hector, le prince troyen : Hector offre aux Grecs la possibilité de désigner un champion pour l'affronter en combat singulier. C'est Ajax qui est tiré au sort et qui va affronter le Priamide. Le combat dure, avant que les deux hérauts de Zeus ne l'arrêtent, alors que la nuit va tomber. Ajax et Hector conviennent alors de déclarer partie égale : ainsi, tous pourront dire, selon Hector, « Tous deux se sont battus pour la querelle qui dévore les cœurs et se sont séparés après avoir formé un amical accord » (Il., VII, 301-302). Ils s'échangent alors des cadeaux, une épée et son baudrier de la part d'Hector, une ceinture de pourpre de la part d'Ajax, et chacun regagne son camp. La courtoisie et l'esprit chevaleresque qui anime la rencontre des deux champions contraste avec la sauvagerie du duel futur entre Achille et Hector.
Pendant les jeux funéraires de Patrocle, sa prière aux dieux de dissiper le brouillard qui était tombé sur la bataille fut rapidement accordée par Zeus et il concourt contre Ulysse à la lutte, mais les deux ne parviennent pas à se départager. Il affronte également Diomède lors de l'hoplomachie, et Achille doit arrêter le combat avant que Diomède ne le blesse.

### Mort

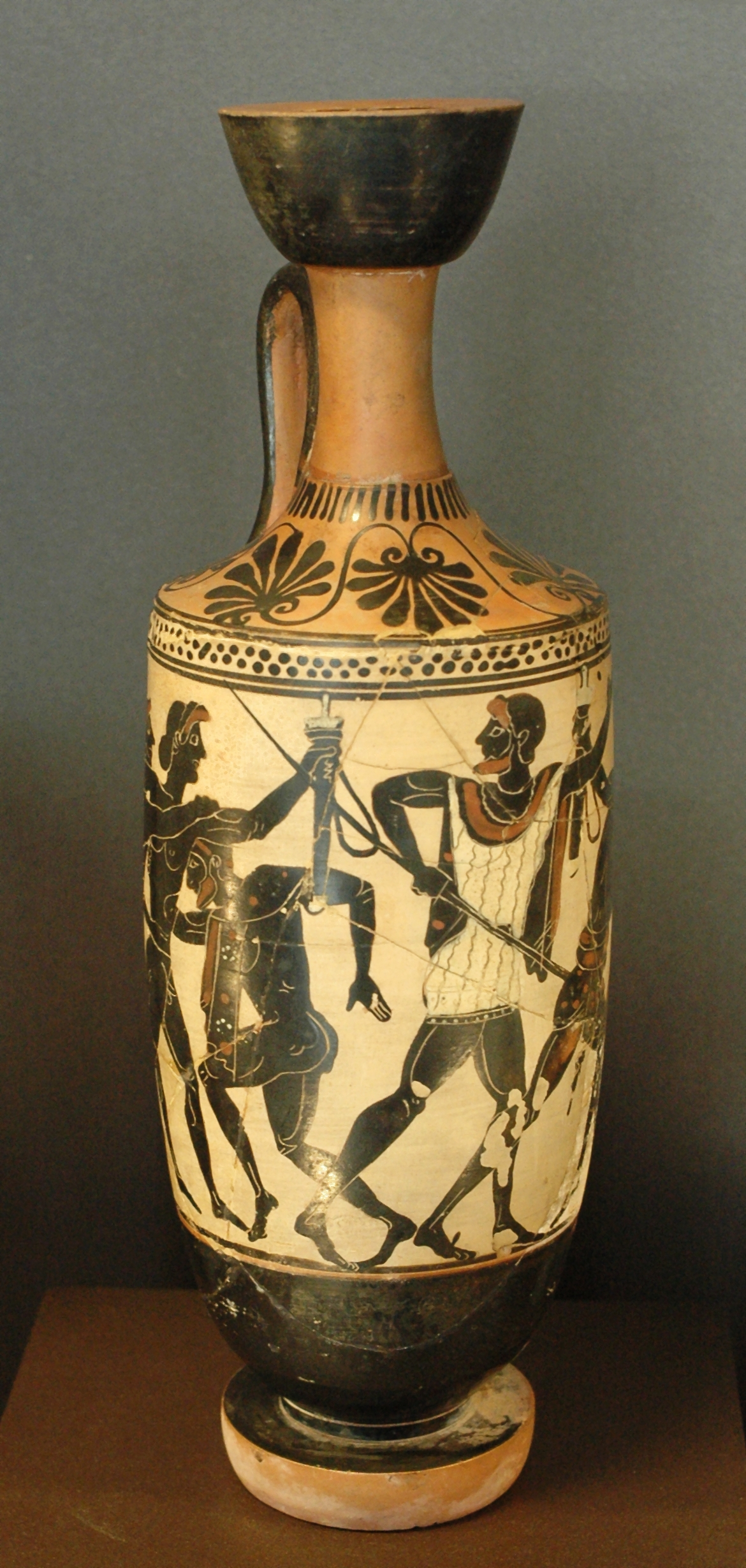
Lécythe attique à fond blanc représentant peut-être le combat d'Ajax et d'Ulysse pour les armes d'Achille, Érétrie, v. -500. Musée du Louvre (CA 545).

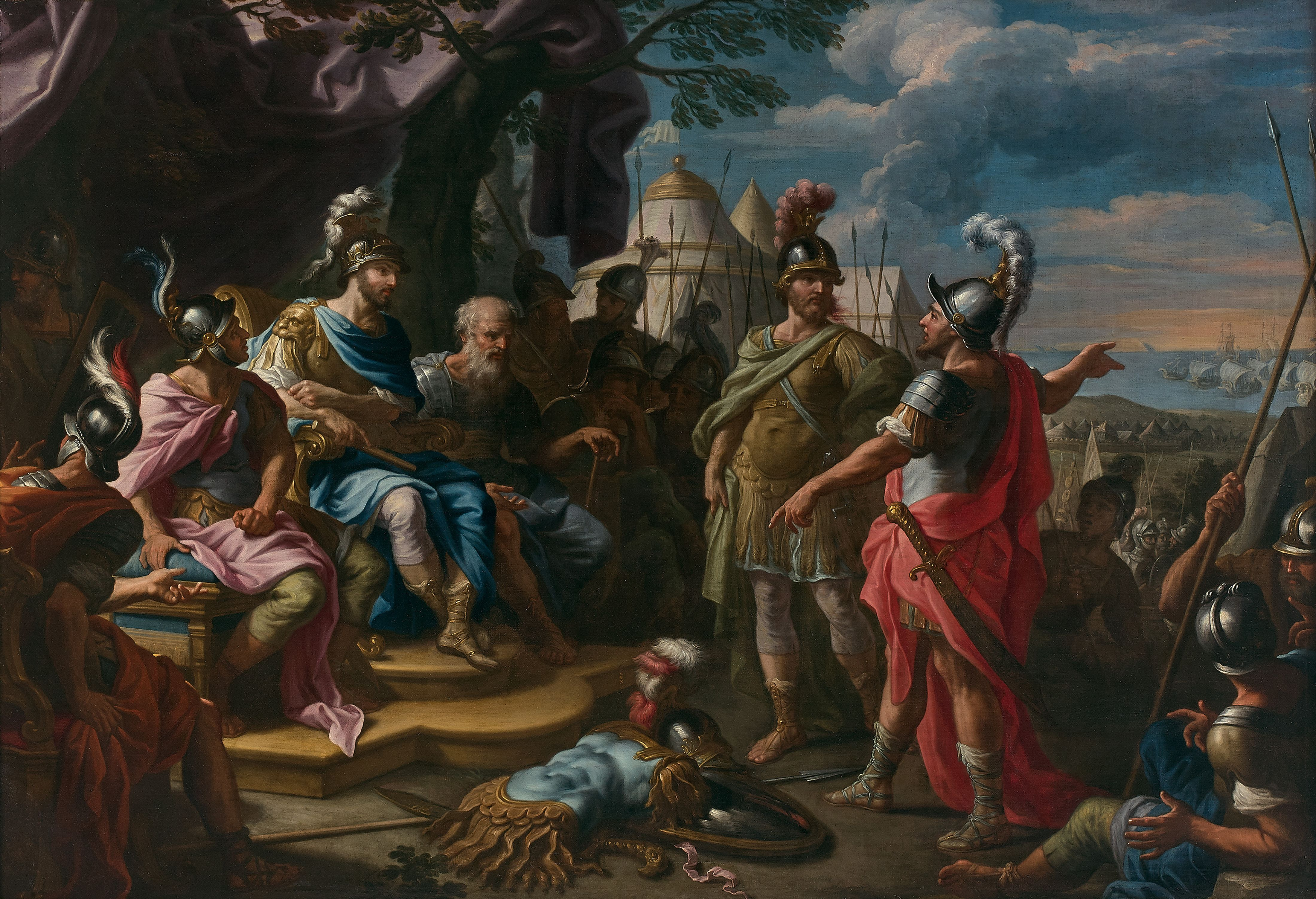
La dispute entre Ajax et Ulysse pour les armes d'Achille, Agostino Masucci, XVIIIe siècle.

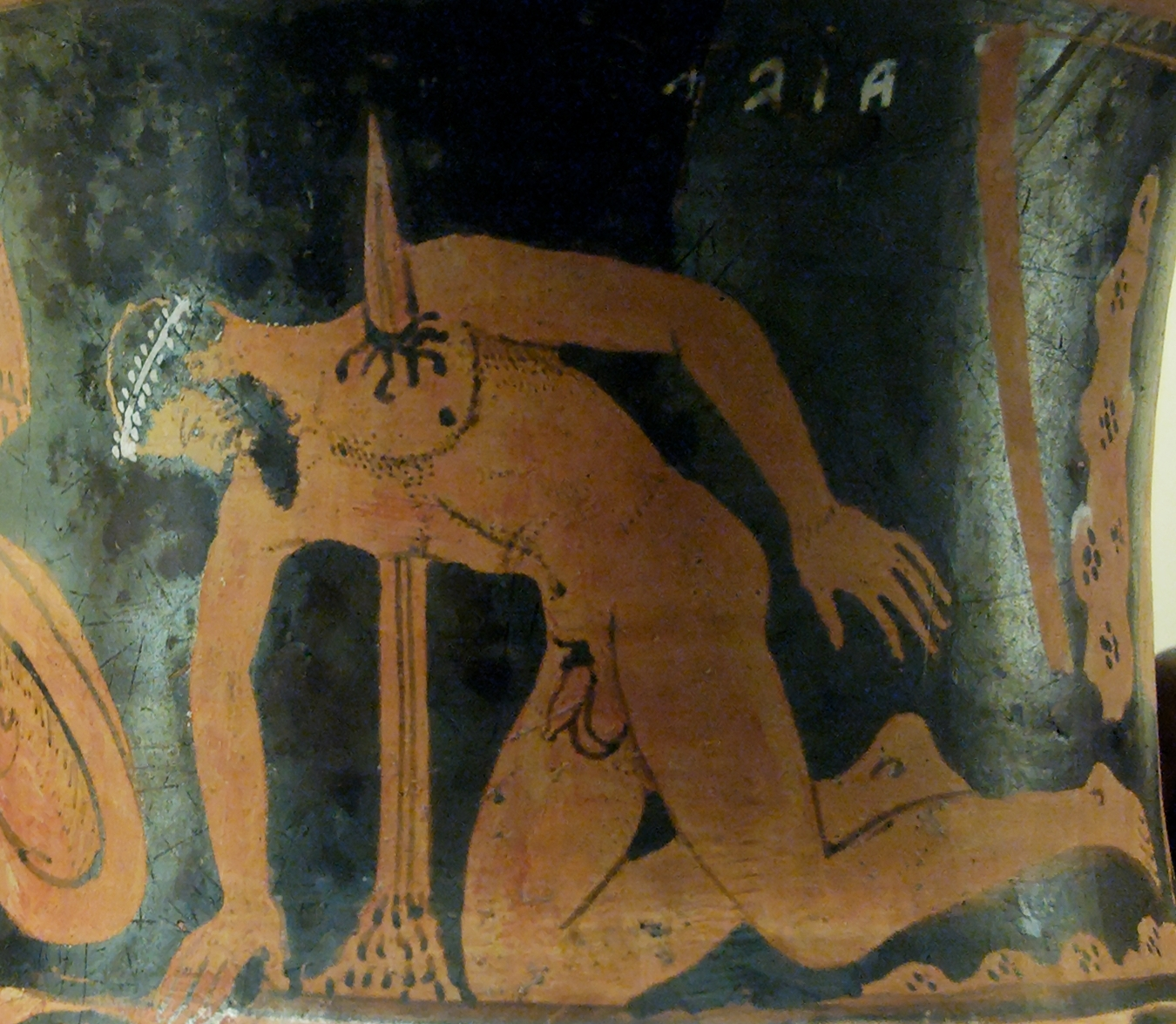
Le suicide d'Ajax. Cratère en calice étrurien, v. -400/-350, British Museum (F 480).

Selon l’Odyssée, après la mort d'Achille, il récupère, avec l'aide d'Athéna, le corps de ce dernier des mains des Troyens et dispute à Ulysse l'honneur de recevoir ses armes. Athéna et un groupe d'enfants troyens prisonniers (à qui on demande qui d'Ulysse ou d'Ajax a causé le plus de torts à Troie) guident Agamemnon dans sa décision. Ajax n'est donc pas choisi, et sa déception le rend fou : il se précipite hors de sa tente et massacre par vengeance un troupeau de moutons du camp, croyant tuer des chefs grecs. Reprenant ses esprits, il se tue de honte avec l'épée qu'il avait reçue en cadeau d'Hector. C'est le récit de sa mort indiqué dans l’Ajax de Sophocle, dans les Néméennes de Pindare et dans les Métamorphoses d'Ovide. Selon Pausanias, de son sang surgit une fleur rouge, comme la mort d'Hyacinthe qui porte sur ses feuilles les lettres initiales de son nom Ai, également expression de lamentation. Ses cendres furent déposées dans une urne dorée sur le promontoire à l'entrée de l'Hellespont. Ulysse le revit lors de son passage au séjour des morts. Ajax, privé de l'honneur qui lui était dû, reste à l'écart et ne répond pas à l'exhortation amicale d'Ulysse.
Dion de Pruse écrit dans son XIe Discours que c'est Hector qui tua Ajax, et réfute la « fable » homérique qui parle de son suicide : tout le monde savait qu’Ajax était mort devant Troie, et l'on connaissait son tombeau, situé au cap Rhétéion, face au cap Sigée, en Troade, près de l'embouchure du Scamandre, non loin de Troie.

## Culte héroïque
Comme Achille, il est représenté comme vivant après sa mort dans l'Île Blanche, à l'embouchure du Danube. Ajax, dans la légende post-homérique, est décrit comme le petit-fils d'Éaque et l'arrière-petit-fils de Zeus. Il est le héros tutélaire de l'île de Salamine, où il a un temple et une effigie. Un festival nommé Aianteia est célébré en son honneur. À ce festival, un lit est dressé, sur lequel la panoplie du héros est placée. Cette pratique rappelle l'usage romain du lectisterne. L'identification d'Ajax avec les Éacides est principalement le fait des Athéniens, après la prise de Salamine. À cette occasion, on dit que Solon a inséré une ligne dans l’Iliade, dans le but d'appuyer la revendication athénienne sur l'île. Ajax devient alors un héros de l'Attique. Il est adoré à Athènes, où il a une statue sur la place du marché. La tribu Aiantis fut baptisée ainsi en son honneur. De nombreux Athéniens illustres — Cimon, Miltiade, Alcibiade, l'historien Thucydide — sont réputés être des descendants d'Ajax.

### Sources
- Pseudo-Apollodore, Épitome [détail des éditions] [lire en ligne] (III, 11 ; V, 7).
- (en) Éthiopide [détail des éditions] [lire en ligne].
- Homère, Iliade [détail des éditions] [lire en ligne] (passim), Odyssée [détail des éditions] [lire en ligne] (XI, 543-567).
- (en) Petite Iliade [détail des éditions] [lire en ligne].
- Ovide, Métamorphoses [détail des éditions] [lire en ligne] (XII, 620-XIII, 398).
- Quintus de Smyrne, Suite d'Homère [détail des éditions] [lire en ligne] (passim).
- Sophocle, Ajax [détail des éditions] [lire en ligne] (passim).